# El Fiel contraste
El Fiel contraste est un groupe statuaire créé par le sculpteur espagnol Ramón Conde, situé à Pontevedra (Espagne). Il se trouve rue Alhóndiga, derrière l'hôtel de ville de Pontevedra, et a été inauguré le 30 avril 2010.

## Historique
Le groupe statuaire est situé à l'endroit où se trouvait l'Alhóndiga ou marché municipal des céréales au Moyen Âge. La statue centrale rappelle le fonctionnaire du Moyen Âge (engagé par la mairie) qui à l'entrée des remparts de Pontevedra, tout près de la Tour Bastida, contrastait fidèlement avec sa balance les poids et mesures des marchandises qui allaient être vendues dans la ville.
Jusqu'au XVIe siècle, l'Alhóndiga était située à l'endroit où se trouve aujourd'hui l'hôtel de ville. À l'entrée de l'Alhóndiga, le Fiel contraste était chargé de vérifier les poids et les mesures de toutes les marchandises qui y arrivaient pour être vendues. Les taxes sur le marché dépendaient  de la vérification qu'il faisait du poids du pain ou des céréales ou les mesures du vin. La disparition de ce métier s'est produite avec l'unification des poids et mesures provoquée par l'administration Bourbon, avec l'apparition du système métrique et, enfin, avec l'inauguration de l'actuel hôtel de ville en 1880.
L'essor commercial et de pêche de Pontevedra avaient dynamisé la tenue de marchés dans la ville notamment celui de la Feira Franca accordé à Pontevedra en 1467 par le roi Henri IV de Castille, lorsque la ville était le principal port de Galice.

## Description
Le groupe statuaire est composé de 5 pièces. La pièce centrale en bronze est le Fidèle Contraste, qui représente un homme herculéen (caractéristique de l'œuvre de Ramón Conde) et intemporel, le bras gauche étendu et une balance à la main. La statue mesure 1,93 mètre de haut et pèse 300 kg. Ses traits forts dénotent le pouvoir et l'autorité dans l'exercice de sa fonction pour résoudre les conflits sur le poids exact des produits dans les foires et les marchés de la ville.
Autour de cette statue centrale se trouvent quatre pièces plates en acier Corten sous forme de silhouettes ou d'ombres représentant des personnages populaires d'un marché municipal au Moyen Âge comme des vendeuses avec leurs paniers devant elles ou des marchands un jour quelconque sur un marché de la ville.
Le groupe statuaire est estimé à 100 000 euros.

## Galerie d'images

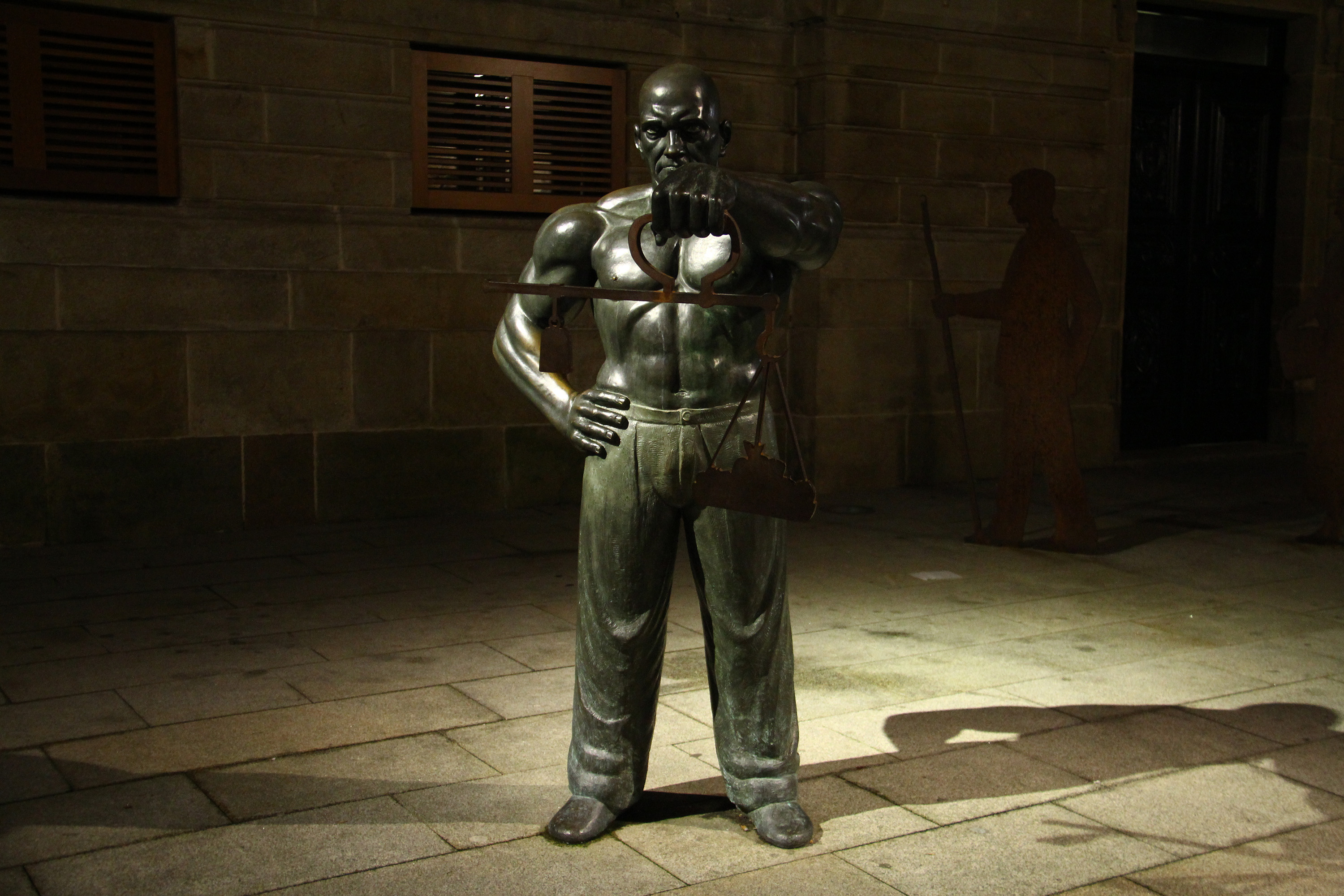
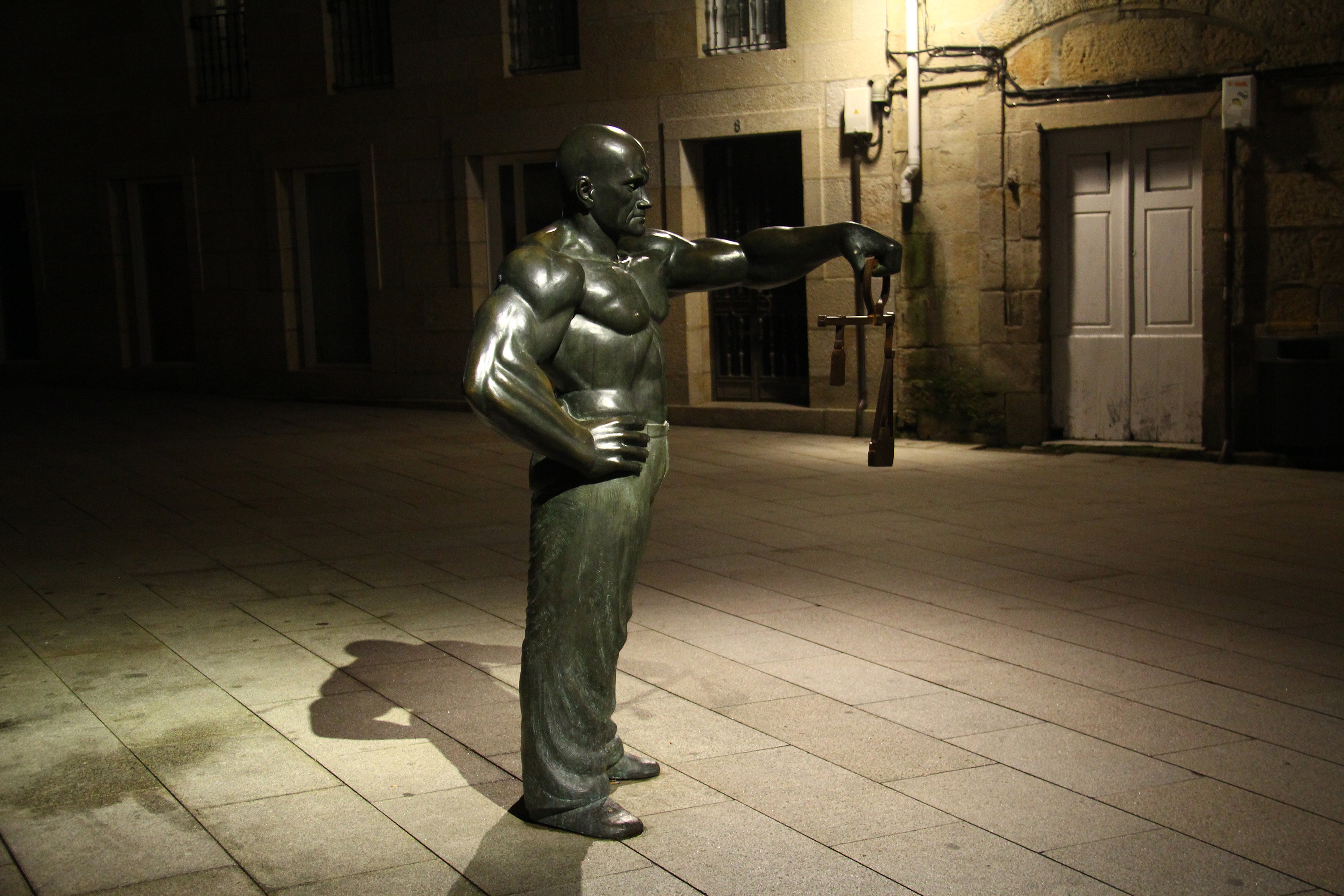
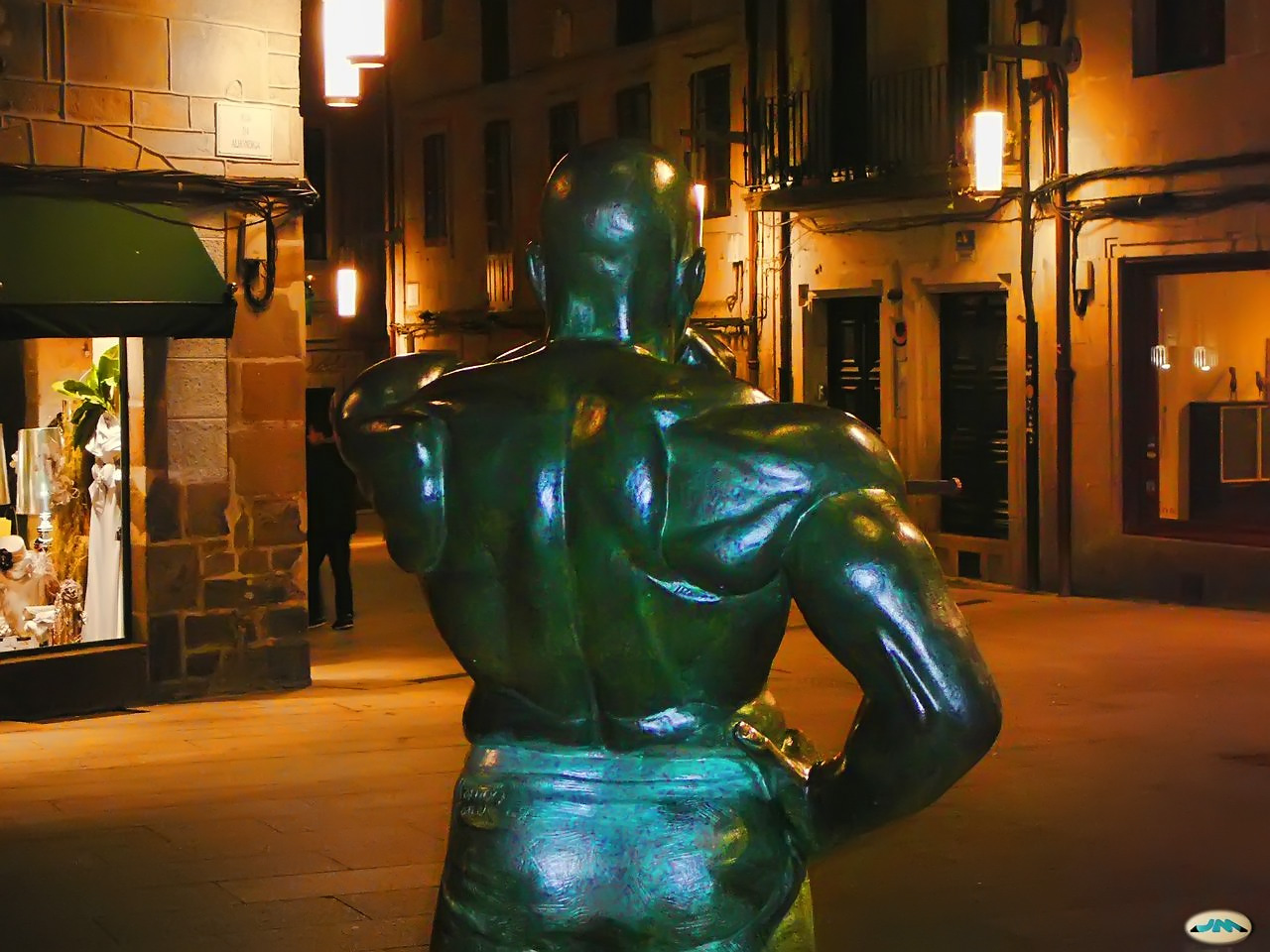
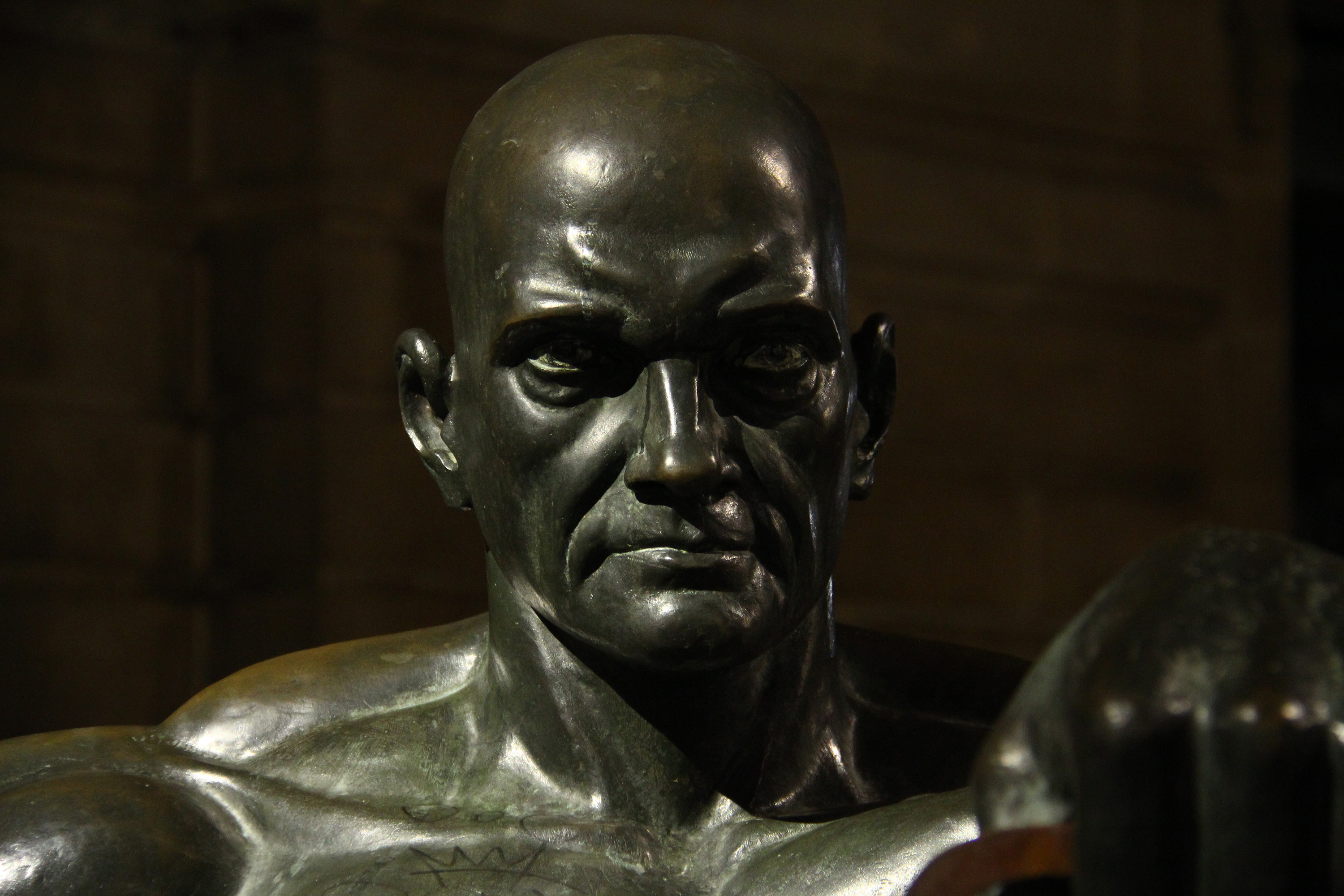
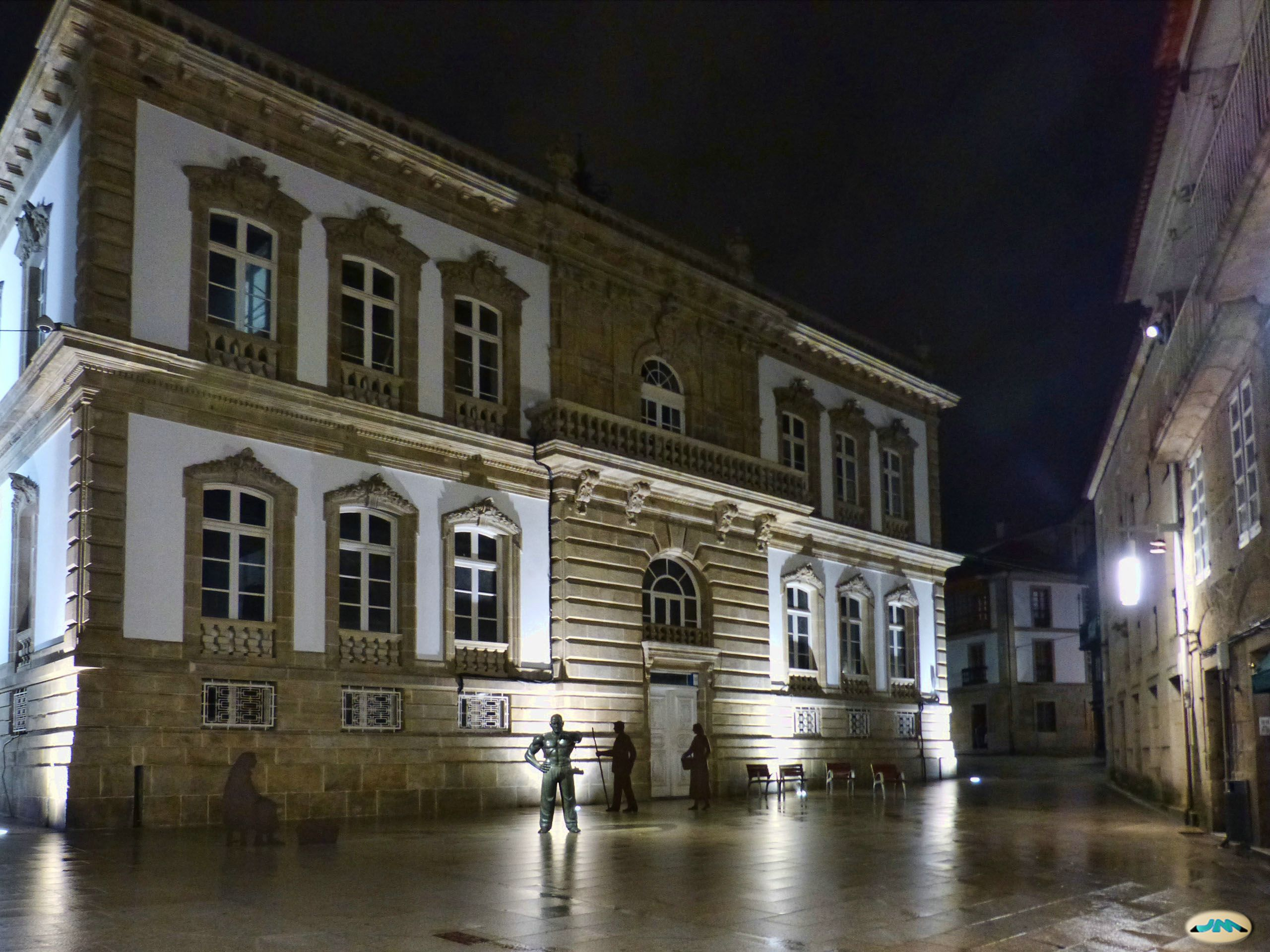
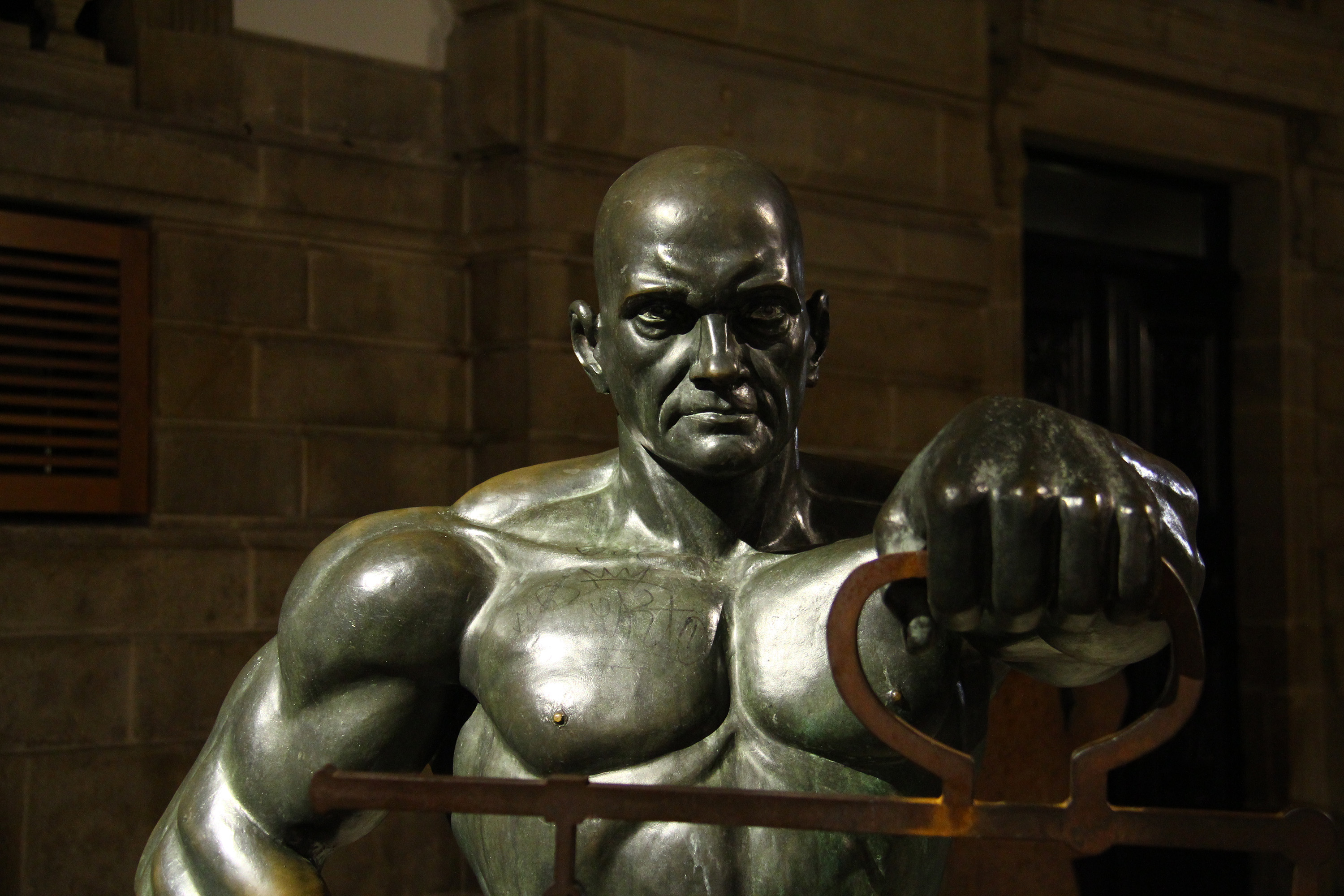
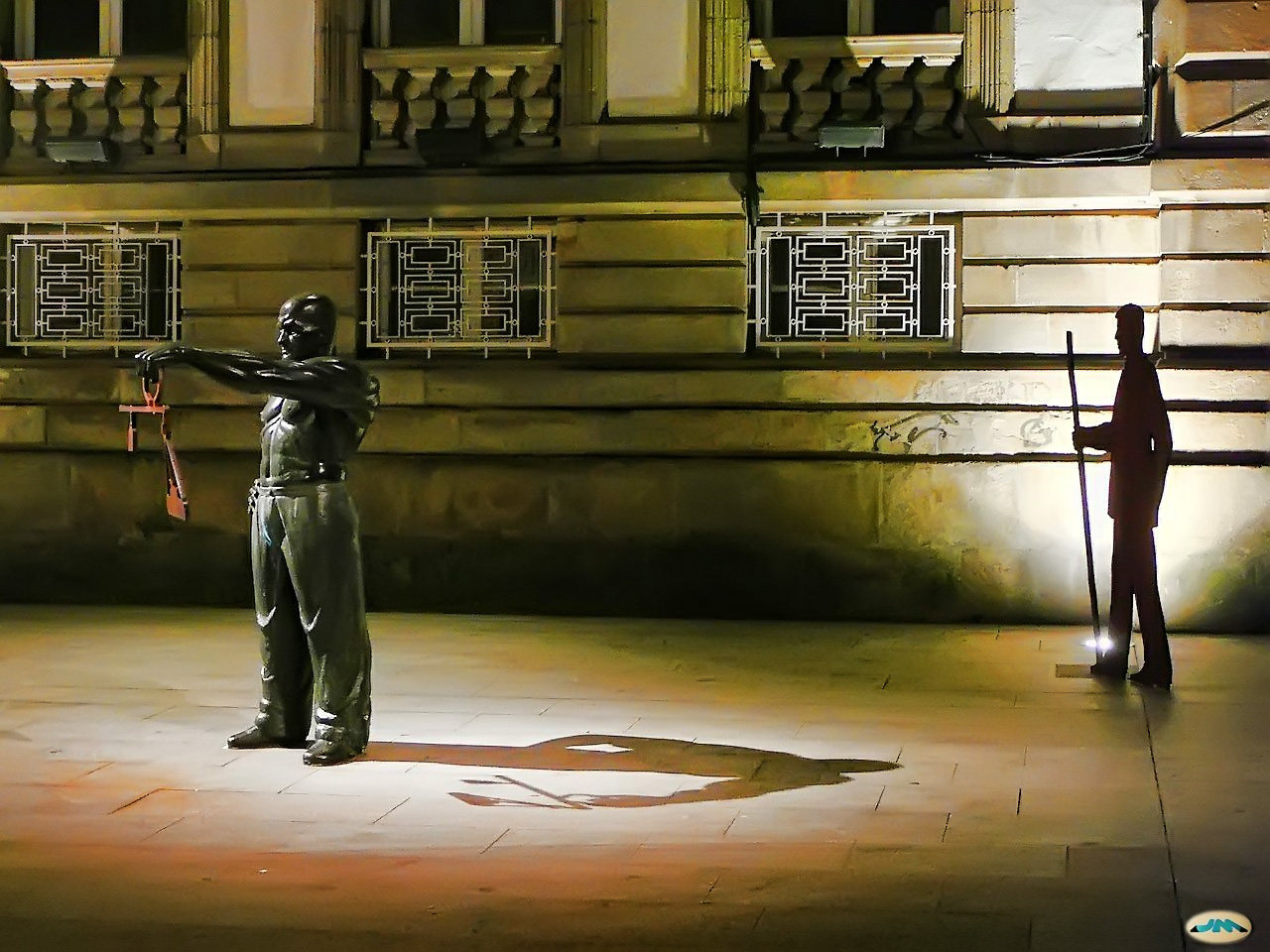
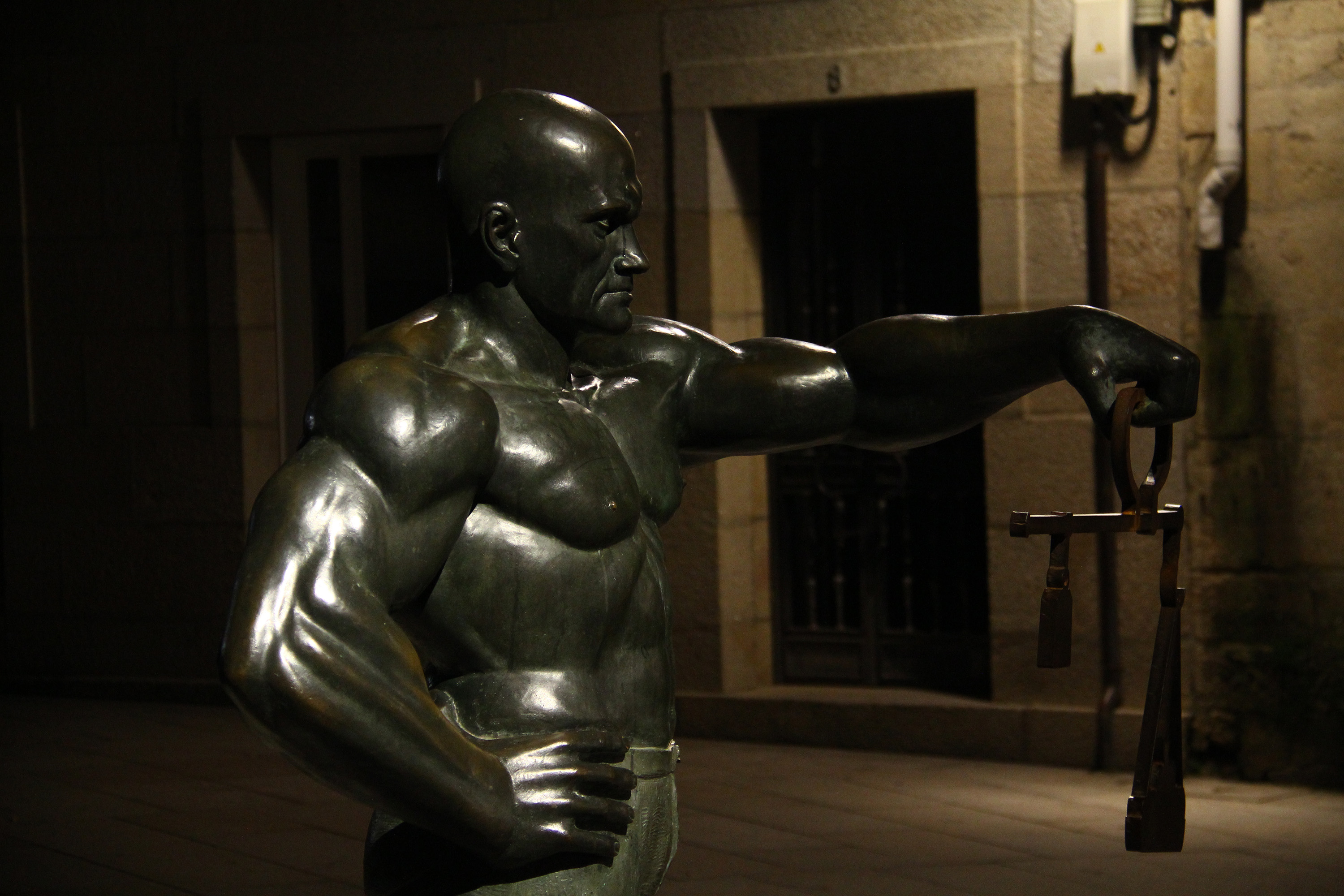
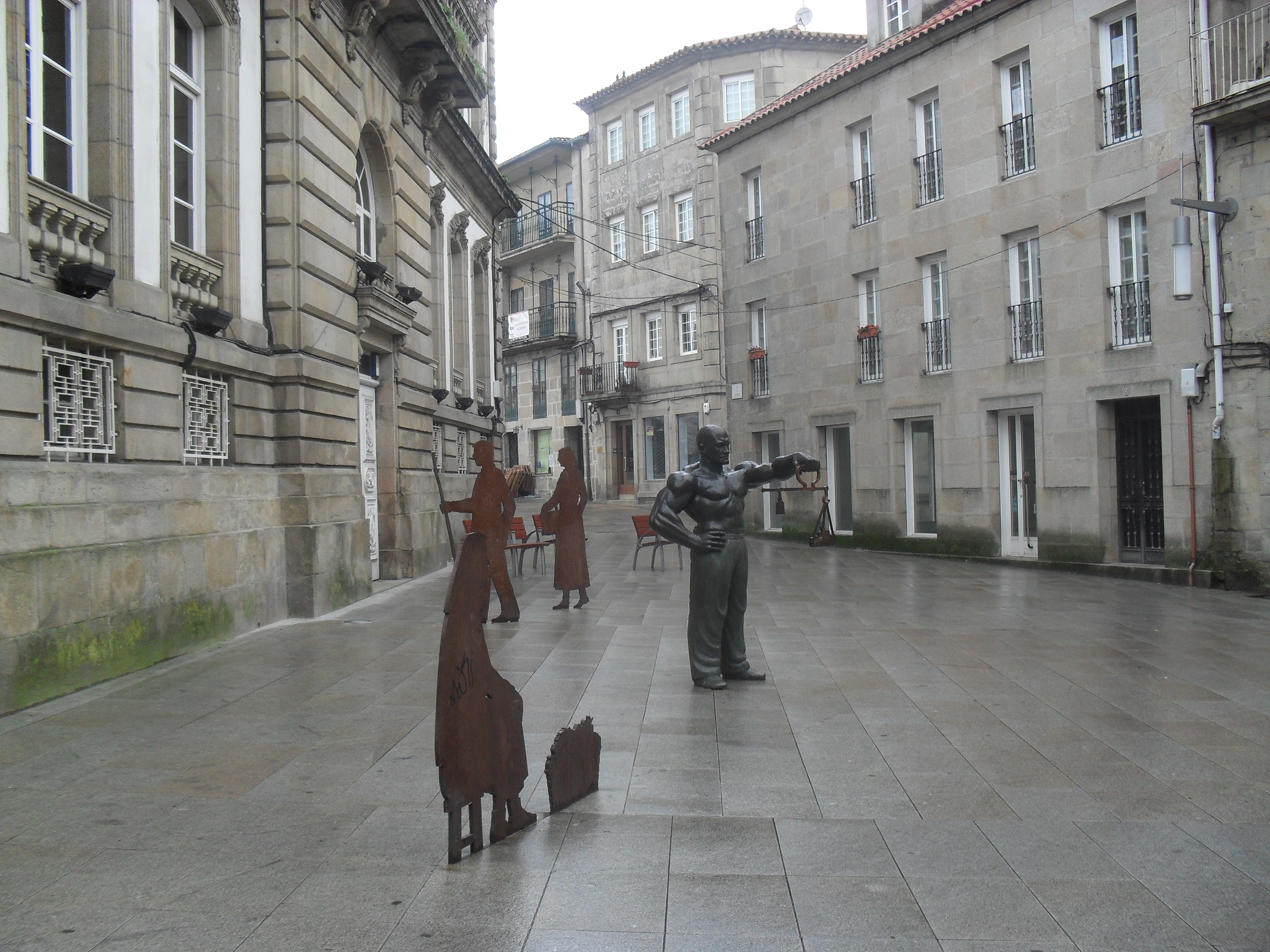
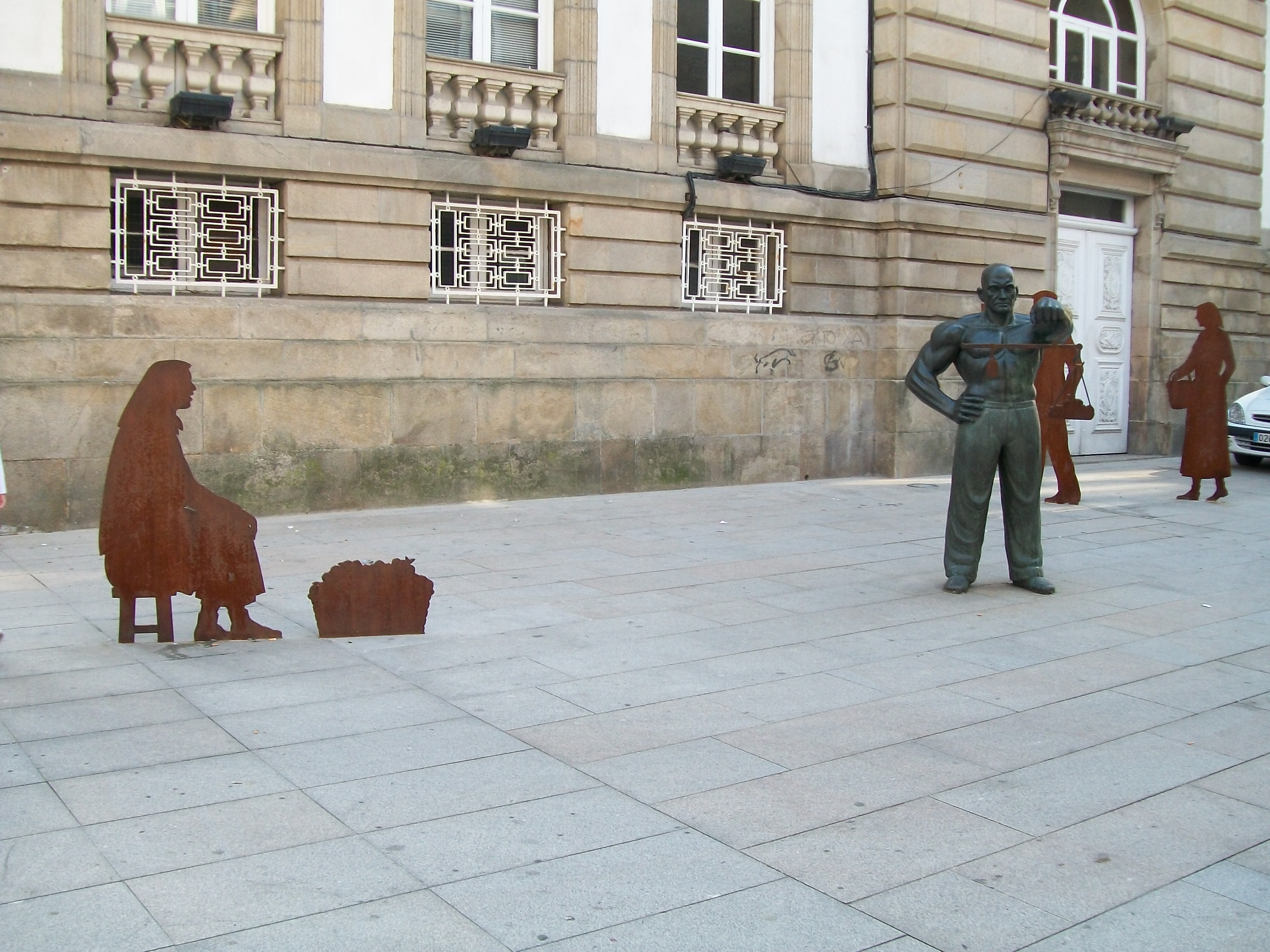
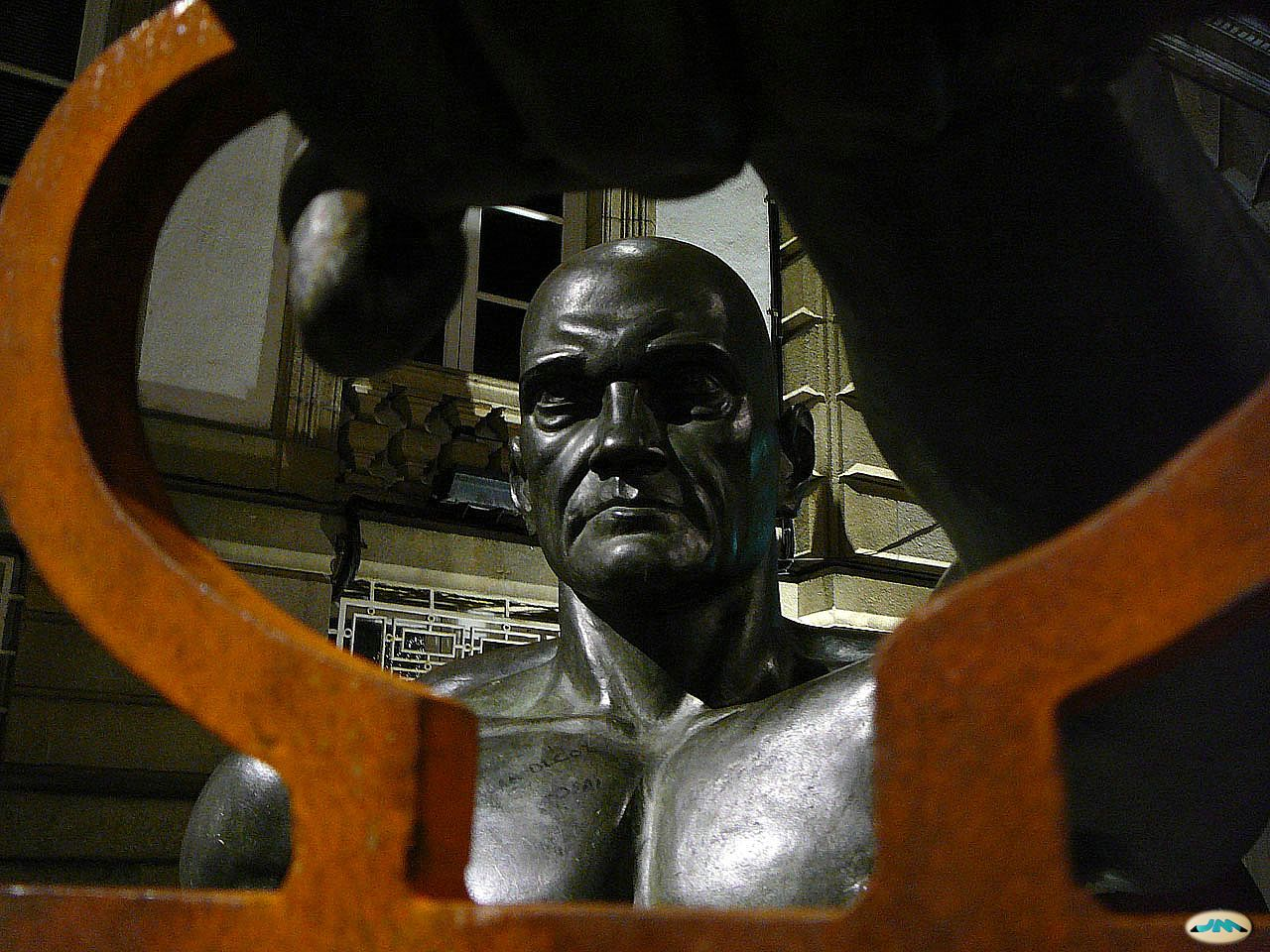